# Évelyne Pisier
Évelyne Pisier (* 18. Oktober 1941 in Hanoi; † 9. Februar 2017 in Sanary-sur-Mer)  war eine französische Schriftstellerin und Politologin.

## Leben
Pisier war die Tochter eines französischen höheren Kolonialbeamten in Hanoi, Georges Pisier (1910–1986), der ein Unterstützer von Maurras im Vichy-Regime war und vier Jahre lang in einem japanischen KZ interniert wurde. Dann ging die Familie nach Nouméa, wohin der Vater versetzt wurde. Ihre Eltern trennten sich. Mit ihrer Mutter, ihrer Schwester Marie-France Pisier, die später Schauspielerin wurde, und ihrem Bruder, dem späteren Mathematiker Gilles Pisier, wuchs sie in Nizza auf. 1986 beging ihr Vater Selbstmord, 1988 beging auch ihre Mutter im Alter von 64 Jahren Suizid.
Die Lektüre des Werks von Simone de Beauvoir politisierte Pisier in ihrer Jugend. Als linke Aktivistin und Feministin reiste sie 1964 mit einer Studentengruppe nach Kuba, wo sie mehr als vier Jahre eine Liebesaffäre mit Fidel Castro unterhielt. 1970 promovierte sie an der Universität Paris II Panthéon-Assas mit einer Dissertation über Le service public dans la théorie de l'État de Léon Duguit in Öffentlichem Recht. Pisier bestand 1972 als eine der ersten Frauen die Agrégation (Zugangsprüfung für Hochschullehrer) für die Fächer Öffentliches Recht und Politikwissenschaften.
Anschließend lehrte sie als Maître de conférences an der Universität Reims, bevor sie 1979 als Professorin für Politikwissenschaften an die Université Paris 1 Panthéon-Sorbonne berufen wurde. Parallel dazu hatte sie Lehraufträge am Institut d’études politiques de Paris (Sciences Po). Von 1989 bis 1993 war sie Direktorin (Service du Livre et de la Lecture) im französischen Kulturministerium unter dem Minister Jack Lang. Als Professorin der Universität Paris I wurde sie 1994 emeritiert.
Sie schrieb mehrere Drehbücher, unter anderem für den Film über die intellektuell-amouröse Beziehung zwischen Jean-Paul Sartre und de Beauvoir: Der Liebespakt – Simone de Beauvoir und Sartre (2006).
Pisier heiratete 1968 den Arzt und späteren Politiker Bernard Kouchner, einem Mitbegründer von Médecins sans Frontières (Ärzte ohne Grenzen), mit dem sie drei Kinder bekam. In ihrer zweiten Ehe heiratete Pisier den Politologen Olivier Duhamel, mit dem sie zwei Kinder aus Chile adoptierte. 2005 schrieb sie über ihre Ehe und ihre fünf Kinder den Roman Une question d’âge. 2021 enthüllte ihre Tochter, Camille Kouchner (* 1975), dass Olivier Duhamel ihren minderjährigen Zwillingsbruder, Antoine, in der Zeit 1987/88 sexuell missbraucht habe. Évelyne Pisier hatte erst später davon erfahren, stellte sich jedoch hinter ihren Mann und gegen die Anschuldigungen der Kinder.
Sie starb 2017 an den Folgen einer misslungenen Operation.

## Ehrungen
- Ritter der französischen Ehrenlegion
- Kommandeur im Ordre des Arts et des Lettres

## Schriften (Auswahl)
- Le Service public dans la théorie de l’État de Léon Duguit, coll. « Bibliothèque de philosophie du droit », t. XV, Paris, Librairie générale de droit et de jurisprudence, 1972.
- mit François Châtelet: Les conceptions politiques du XXe siècle. Histoire de la pensée politique, 1981
- La Dernière Fois, 1994
- Une question d'âge, 2005, ISBN 978-2-234-05735-7
- On ne corrige pas les fautes, 2006
- Les femmes de Platon à Derrida, 2011, ISBN 978-2-247-08939-0
- mit Caroline Laurent: Et soudain, la liberté, 2018, ISBN 978-2-266-28250-5 (autobiografischer Roman)

## Einzelbelege
1. ↑  Mort d’Evelyne Pisier, figure intellectuelle de gauche. In: Le Monde.fr. 11. Februar 2017 (lemonde.fr [abgerufen am 15. Januar 2021]).
2. ↑  https://www.culture.gouv.fr/Sites-thematiques/Livre-et-lecture/
3. ↑  Martina Meister: Camille Kouchner enthüllt Missbrauch in Elite-Familie. In: Die Welt. 15. Januar 2021 (welt.de [abgerufen am 15. Januar 2021]).

| Personendaten    | Personendaten                        |
| ---------------- | ------------------------------------ |
| NAME             | Pisier, Évelyne                      |
| ALTERNATIVNAMEN  | Kouchner-Pisier, Évelyne (Ehename)   |
| KURZBESCHREIBUNG | französische Politologin und Autorin |
| GEBURTSDATUM     | 18. Oktober 1941                     |
| GEBURTSORT       | Hanoi, Vietnam                       |
| STERBEDATUM      | 9. Februar 2017                      |
| STERBEORT        | Sanary-sur-Mer                       |